# Coker (Alabama)
Coker é uma cidade  localizada no estado americano do Alabama, no Condado de Tuscaloosa.

## Demografia
Segundo o censo americano de 2000, a sua população era de 808 habitantes.
Em 2006, foi estimada uma população de 787, um decréscimo de 21 (-2.6%).

## Geografia
De acordo com o United States Census Bureau, a localidade tem uma área de 6,0 km², sem área coberta por água. Coker localiza-se a aproximadamente 56 m acima do nível do mar.

## Localidades na vizinhança
O diagrama seguinte representa as localidades num raio de 32 km ao redor de Coker.